# Bairro da Matriz
El Bairro da Matriz (Barrio de la Matriz) es el barrio histórico de la ciudad de Póvoa de Varzim, en Portugal, localizado en la zona Matriz/Mariadeira.

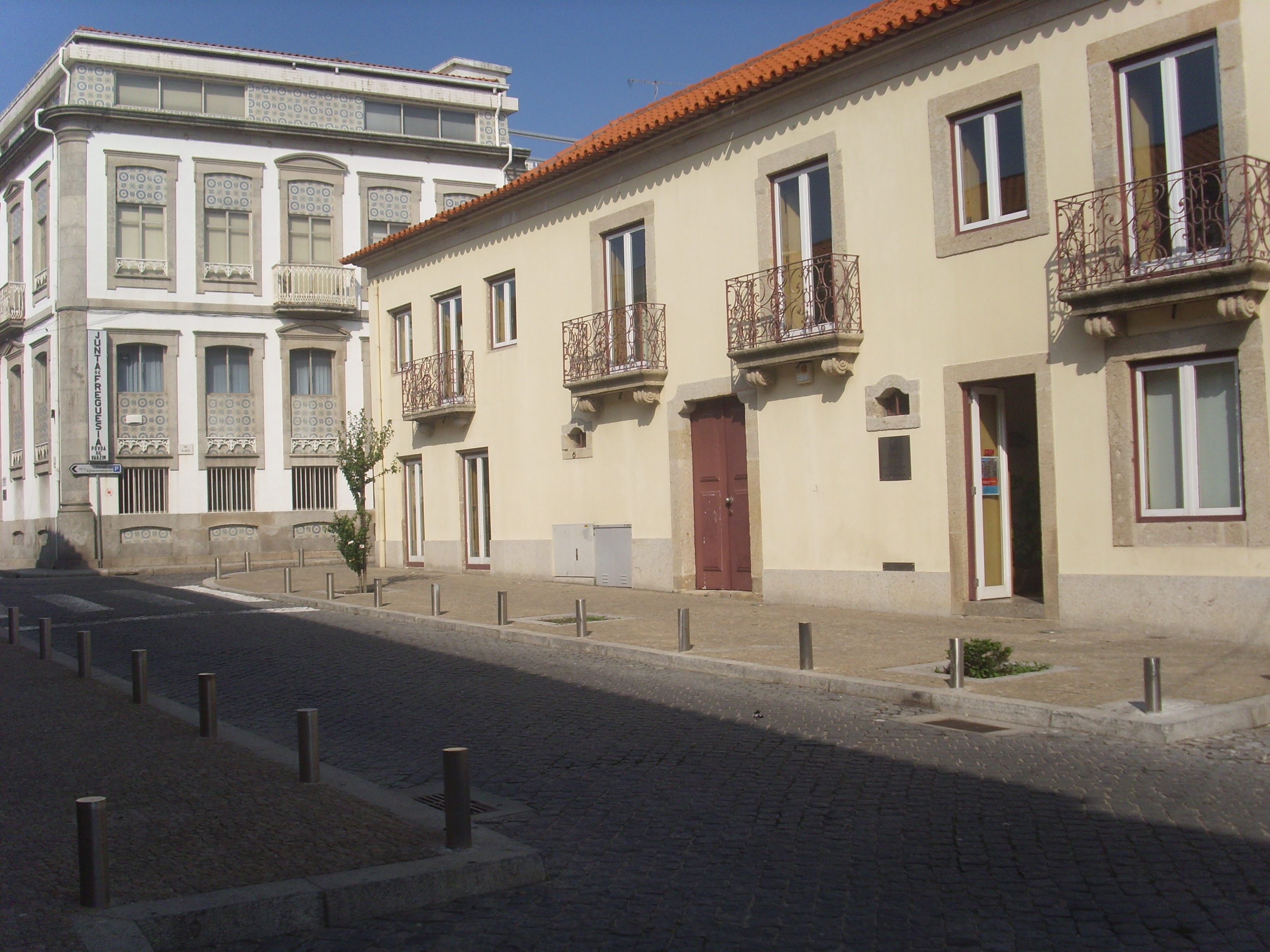
Archivo de la ciudad

La Matriz era un poblado significativo ya en el siglo XIV. Situado en la zona centro de la ciudad, el barrio está compuesto por casas antiguas y de carácter unifamiliar.
El Bairro da Matriz se localiza en la parte occidental de la parte Matriz/Mariadeira. Esta parte limita al norte con Barreiros/Moninhas, al este con Giesteira e Gândara, al oeste con Centro y el Bairro Sul y al sur linda con la ciudad de Vila do Conde.
Los colores del barrio son el rojo y blanco y su símbolo es la lira. La Associação Cultural e Recreativa da Matriz fue constituida en 1985.